# Lajos Korányi
Lajos Korányi także Lajos Kronenberger (ur. 15 maja 1907 w Segedynie, zm. 29 stycznia 1981 w Budapeszcie) – węgierski piłkarz, obrońca. Srebrny medalista MŚ 38. Długoletni zawodnik Ferencvárosi TC.
Karierę zaczynał w Újszegedi TC i Csabai Előre. W 1930 został zawodnikiem Ferencvárosu i z tym zespołem trzykrotnie zdobywał tytuł mistrza Węgier (1932, 1934, 1938). W 1937 triumfował w Pucharze Mitropa. Po 1938 grał w Phöbus FC i Nemzeti SC, karierę kończył w Csepel Budapeszt.
W reprezentacji Węgier zagrał 40 razy. Debiutował w 1929, ostatni raz zagrał w 1941. Podczas MŚ 38 wystąpił w trzech meczach.
Znanymi piłkarzami byli także jego bracia. Mátyás grał dla Węgier, Dezsõ był reprezentantem Francji.